# NGC 3315
NGC 3315是一个位于长蛇座的透鏡狀星系，距离地球1.85亿光年，1870年3月24日由天文学家爱德华·奥斯汀发现，属于長蛇座星系團。